# Phenax variegata
Phenax variegata är en insektsart som först beskrevs av Olivier 1791.  Phenax variegata ingår i släktet Phenax och familjen lyktstritar. Inga underarter finns listade i Catalogue of Life.